# 令嬢薔薇図鑑
『令嬢薔薇図鑑』（れいじょうばらずかん）は、ALI PROJECTの14枚目（インディーズから通算）のオリジナルアルバム。2013年9月11日に徳間ジャパンコミュニケーションズから発売された。

## 収録曲
1. 令嬢薔薇図鑑
  - タイトルトラック。アリカブログ曰く「赤アリ」。
2. ローズ家の双子達
  - アリカブログ曰く「白アリ」。
  - イントロ・アウトロにPRODUCER LOOPSのサンプル音源『SYMPHONIC SERIES VOL.1: CLASSIC CARTOONS』より「Seb And Shouf」が利用されている。
3. 隼の白バラ
  - アリカブログ曰く「ネオ大和ソング」。隼とは日本軍の戦闘機の愛称。
4. 薔薇娼館
  - アリカブログ曰く「adultバラード」。
5. 朗読する女中と小さな令嬢
  - アリカブログ曰く「お屋敷バロック」。内容はタイトル通りのストーリー。
  - EarthMomentsのサンプル音源『Oriental Orchestra』より「05_D_80bpm_11」「05_D_80bpm_23」「05_D_80bpm_24」「05_D_80bpm_28」「05_D_80bpm_29」「05_D_80bpm_30」が利用されている。
  - イントロにPRODUCER LOOPSのサンプル音源『SYMPHONIC SERIES VOL.2: ARABIAN ADVENTURES 1』より「Beaulereau Arabesque」が利用されている。
6. 少女と水蜜桃
  - アリカブログ曰く「薄幸和少女もの」。
7. 黒百合隠密カゲキダン
  - アリカブログ曰く「cynicalロック」。 日本テレビ系列『今夜くらべてみました』2013年9月期エンディング曲
  - イントロにカール・アマデウス・ハルトマンの交響曲第三番第二楽章のイントロの録音音源が使用されている。
  - Aメロ、Bメロ、間奏にカール・アマデウス・ハルトマンの交響曲第四番第二楽章のフレーズが引用されている。同楽曲はアルバム『流行世界』の『Femme Fatale』Ａメロ、間奏にも引用されている。
  - アウトロにカール・アマデウス・ハルトマンの交響曲第四番第一楽章のフレーズが引用されている。
  - サビにピョートル・チャイコフスキーの『白鳥の湖 第1幕 第2曲 ワルツ』が引用されている。
  - サビラスト、アウトロに武満徹の『ア・ウェイ・ア・ローン』の録音音源[1]が使用されている。
8. 南無地獄大菩薩
  - アリカブログ曰く「暗黒プログレ」。
  - Aメロ、間奏にBIG FISH AUDIOのサンプル音源『ROCK CINEMA』より「kit 1」「kit 6」「kit 16」が利用されている。
9. 見ぬ友へ
  - アリカブログ曰く「オスマントルコ」。だからか曲調もトルコ風でシンプル。
  - ラストのピアノにミハイル・グリンカの『Variations On An Original Theme In F Major』が引用されている。
  - イントロにはEarthMomentsのサンプル音源『Oriental Orchestra』より「07_C#_90bpm_04」「07_C#_90bpm_20」が利用されている。その他、同音源より2番~3番の間奏には「09_G_94bpm_05」「09_G_94bpm_06」が利用されている。
  - PRODUCER LOOPSのサンプル音源『KINGS OF BHANGRA VOL.1-3』よりVOL1から「kit4」「kit5」が利用されている。その他VOL2より「kit5」が、VOL3より「kit4」が利用されている。
10. いにしへひとの言葉 (instrumental)
  - アリカブログ曰く「流麗インストコ」。

## 参加ミュージシャン
- All Lyrics Written：Arika Takarano
- All Music：Mikiya Katakura
- Strings Arrangement：Yoshihisa Hirano（M1, M3, M4, M6, M10）

- Vocals：Arika Takarano
- Violin：Tsuyoshi Watanabe、Yu Sugino
- Strings：渡辺剛ストリングス

## クレジット
| Performed by ALI PROJECT | Performed by ALI PROJECT                                             |
| ------------------------ | -------------------------------------------------------------------- |
| Recording Engineer       | Jiro Takita                                                          |
| Mastering Engineer       | Yoichi Aikawa(相川洋一)（BLUE MASTERING）                            |
| Music Coodination        | Emari Mamiya(間宮えまり)（Tableau）                                  |
| Recorded at              | SoundCity                                                            |
| Recorded at              | Flamingo Sound                                                       |
| Recorded at              | Zazou Music Shed                                                     |
| A&R                      | Iku Aoki(青木郁生)（Tokuma Japan Communications）                    |
| Sales Promotion          | Toshitaka Otomo(大友俊孝)（Tokuma Japan Communications）             |
| Creative Coordination    | Kiyoe Mizusawa(水澤清恵)（Tokuma Japan Communications）              |
| Artist Management        | Boris Vian Inc.                                                      |
| Art Direction & Design   | Maiko Yoshino(吉野磨衣子)                                            |
| Photography              | Hironobu Onodera(小野寺廣信)                                         |
| Hair & Make-up           | Komaki(古牧)                                                         |
| Costume                  | Kaie Tada(多田カイエ)（Triple fortune）                              |
| Special Thanks to        | Makoto Sugimoto(杉本真)、Makoto Okuda(奥田誠)（Backstage Project）   |
| Special Thanks to        | Hideo Miyamoto(宮本英夫) / Cherry / Chami Chami / DOLLS：LITTLE GIRL |